# Березове (Синельниківський район)
Бере́зове — село в Україні, у Великомихайлівській сільській громаді Синельниківському районі Дніпропетровської області. Населення становить 585 осіб. До 2016 року орган місцевого самоврядування — Березівська сільська рада.

## Географія
Село Березове розташоване за 166 км від обласного центру та 120 км від районного центру. Сусідні села: Тернове (1 км) та  Запорізьке, Новомиколаївка, Калинівське Степове (за 2 км). Селом тече пересихаючий струмок із загатою.

## Історія
Село засноване 1921 року.
9 вересня 2016 року, в ході децентралізації, Березівська сільська рада об'єднана з Великомихайлівською сільською громадою.
12 червня 2020 року, відповідно до розпорядження Кабінету Міністрів України № 709-р від «Про визначення адміністративних центрів та затвердження територій територіальних громад Дніпропетровської області», увійшло до складу Великомихайлівської сільської громади.
19 липня 2020 року, в результаті адміністративно-територіальної реформи та ліквідації Покровського району, село увійшло до складу Синельниківського району.

## Населення

### Мова
Розподіл населення за рідною мовою за даними перепису 2001 року:
| Мова       | Кількість | Відсоток |
| ---------- | --------- | -------- |
| українська | 569       | 97.26%   |
| російська  | 15        | 2.57%    |
| румунська  | 1         | 0.17%    |
| Усього     | 585       | 100%     |

## Економіка
- ТОВ «Маяк».

## Об'єкти соціальної сфери
- Середня загальноосвітня школа.
- Дитячий дошкільний навчальний заклад.
- Будинок культури.
- Амбулаторія.

## Особистості
- В селі народився Карнаух Петро Михайлович (1927—2019) — український художник.
- У 1956—1957 роках у селі за розподіленням працювала шкільним вчителем український археолог та громадський діяч Ковальова Ірина Федорівна.